# Franz Albert Seyn
Franz Albert Seyn (russisch Франц-Альберт Зейн, wiss. Transliteration Franc-Al'bert Zejn; * 1862; † Sommer 1918 in Kronstadt ?) war ein russischer Militär und Politiker. Er war von 1909 bis 1917 zaristischer Generalgouverneur in Finnland.

## Karriere
Franz Albert Seyn war ab 1890 zunächst Offizier im Militärbezirk Finnland. Von 1899 bis 1905 leitete er die Kanzlei des russischen Generalgouverneurs für Finnland. Von 1907 bis 1909 war Seyn Adjutant des Generalgouverneurs. Am 24. November 1909 wurde er von Zar Nikolaus II. zum russischen Generalgouverneur für Finnland ernannt. Er hatte das Amt bis zum 16. März 1917 inne.

## Generalgouverneur
Seyn setzte die Politik der Russifizierung in Finnland fort. Besonders die 1908 und 1910 verabschiedeten Gesetze, die das Schwergewicht der Gesetzgebung für Finnland vom finnischen Reichstag auf die russische Duma verschoben, sollte er in Finnland durchsetzen. 1912 wurden russische Staatsangehörige den finnischen Bürgern offiziell gleichgestellt. Bei den Olympischen Spielen 1912 sorgte Seyn dafür, dass die finnische Mannschaft nur unter russischer Flagge antreten durfte.
Unter dem Ausnahmezustand während des Ersten Weltkriegs bereitete Seyn die vollständige Abschaffung der finnischen Autonomie vor. Seyn trat damit in die Fußstapfen seines 1904 ermordeten Vorgängers Nikolai Iwanowitsch Bobrikow, des Vaters der nach finnischer Geschichtsschreibung „ersten Phase der Unterdrückung“. Mit Seyn verbindet man in Anlehnung daran die sogenannte „zweite Phase der Unterdrückung“ (finnisch: toinen sortokausi, schwed: Andra ofärdsperioden).

## Verhaftung und Tod
Nach der Februarrevolution 1917 ließ die Provisorische Regierung Russlands Seyn am 16. März 1917 verhaften und nach Sankt Petersburg bringen. Später wurde er wieder freigelassen. Seyn starb in den turbulenten Monaten des Sommers 1918. Sein genaues Schicksal ist bis heute ungeklärt.